# لازيسي
لازيسي Lazise هي مدينة سياحية إيطالية صغيرة تقع في الشاطئ الشرقي من بحيرة غاردا. يسكنها نحو 23000 نسمة، وتقع شمالها مدينة غاردا كما تقع جنوبها مدينتي بيسكيرا دل غاردا وسيرميوني الجميلة. توجد خط حافلات للنقل العام بينهم ويصل أيضا إلى مدينة مالسيسيني شمالا.
كما يوجد نظام نقل بالمعديات البحرية
عبر بحيرة غاردا بين تلك المدن ومدن أخرى مثل ريفا دل غاردا وليموني سول غاردا لنقل الركاب، وبعضها ينقل السيارات أيضا.
تنتمي مدينة لازيسي  إلى منطقة فيرونا.

## السكان
في سنة 1871 بلغ عدد السكان 2٬970 نسمة، وتطور العدد ليصل في سنة 2011 لـ 6٬695 نسمة.
يظهر هذا المخطط البياني تطور النمو السكاني لـ لازيسي

## الموقع
تقع لازيسي على الشاطيء الشرقي لبحيرة غاردا وهي تقع جنوبا مدينة غاردا القريبة منها. تتميز لازيسي بشواطئها الرملية، وهي منتجع سياحي صيفي.
تبعد لازيسي عن عاصمة الولاية فيرونا نحو 23 كيلومتر.
وتربطها معديات بحرية بالمدن الأخرى على بحيرة غاردا مثل مالسيسيني وليموني سول غاردا وسيرميوني، وتصل إلى ريفا دل غاردا على الحافة الشمالية للبحيرة.

## المناخ والزراعة
يعتبر المناخ في منطقة بحيرة غاردا عموما معتدلا. الصيف دافيء وليس حارا، والشتاء معتدل وقليل المطر. ويندر سقوط الجليد على لازيسي.
تتميز نباتات لازيسي بأنها نباتات البحر الأبيض المتوسط، فمنها السنط وشجر الأرز وأشجار الزيتون، والنخيل. وتنمو على الضفاف العالية حول لازيسي الأغاف وشجر الكابرن والعنب.
كما توجد على أبعاد قصيرة من المدينة مناطق لزراعة العنب وحدائق فاكهة ومختلف الخضروات، كما يزرع فيها القمح والذرة.

## تاريخها

### في القديم
يرجع تاريخ لازيسي إلى العصر البرونزي الأوسط بين 1600 إلى 1300 قبل الميلاد. وقد عثر في مناطق «بور» وبورتو و «لا كيرسيا» على أثار من السكان في تلك العصور.

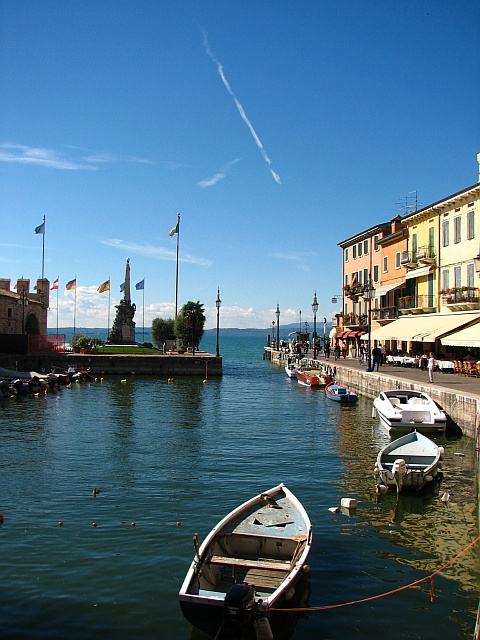
Hafen

في القرن الحادي عشر بعد الميلاد كانت لازيسي ميناء لعائلة «بيفيلاكوا» التي قامت ببناء القلعة. وكانت لازيسي معرضة لهجوم الغرباء من البندقية الذين اتخذوا من هذا الموقع ميناء لسفنهم، وكذلك لحراسة الشاطيء الجنوبي من بحيرة غاردا الذي كان تحت سيطرتهم. واستغلت جمهورية البندقية هذا الميناء كميناء حربي.
ونشطت في لازيسي التجارة والعمليات الحربية. وأزاد الحكام المتعاقبون من تلك النشاطات فيها.
حول عهد ديلا سكالا (القرن الثالث عشر) المدينة القديمة إلى مدينة حصينة بحيث تحمي ما فيها من مخازن للسلاح.

### فترة حكم البندقية
في عام 983 احتل القيصر الألماني «أوتو» تلك المنطقة. كما حكمها من بعده فريدريك الأول بربروسا.
ثم احتلها جمهورية البندقية. ومنذ 1607 أصبحت مركزا لصناعة السفن وأنشأت فيها البندقية مركز جمركي.
وكانت المنتجات الزراعية والورق والزيوت تنقل منها وإليها عبر بحيرة غاردا وما يتصل به من نهر «إتش». بالتالي كانت لازيسي مركزا مرموقا على بحيرة غاردا.
ثم احتلها نابوليون بونابرت في عام1798 ب.م، وجعل المنطقة تابعة للنمسا بين 1815 حتى 1866 .
بعد حرب التحرير الإيطالية الثالثة صوتت لازيسي لتكون تابعة لمملكة إيطاليا (1861 - 1946).
اهتمت لازيسي بزراعة العنب والزيتون وصيد السمك.

### لازيسي اليوم

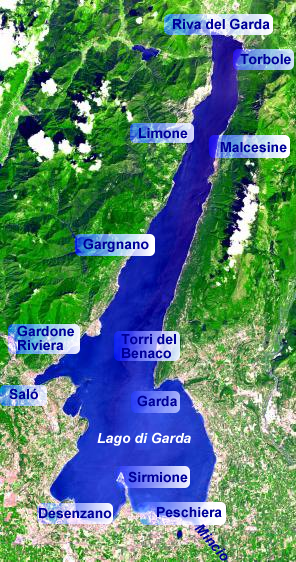
لازيسي (بين غاردا وبيسكيرا) على الساحل الشرقي لبحيرة غاردا.

لا تزال المدينة القديمة لازيسي تحوي مباني من العصور الوسطى. كا يميز المدينة حوائط كبيرة لحمايتها منذ أن حكمتها عائلة ديلا سكالا في القرن الرابع عشر، وأقامت في قلعتها.
تتمتع مدينة لازيسي بأماكن جميلة كثيرة مثل قصر فيتوريو إمانويل والميناء الصغير، حيث ترسو فيه قوارب صيد السمك. وتشغل مباني وطرقها الجميلة وما فيها من أقواس بوابات حول الميناء عدد كبير من المكاعم والمحال التجارية والحانات.
للمدينة القديم ثلاثة بوابات، بداخلها المدينة التاريخية. أحد تلك البوابات يوصل بالطريق العام
Via Gardesana ويعتبر الباب الرئيسي للمدينة. وباب آخر على شارع Via Rosenheim ، وسمي بهذا الأسم حيث ترتبط المدينة برباط صداقة مع مدينة روزنهايم الألمانية. والباب الثالث للمدينة يسمى
Via Bastia.
تنشط السياحة في المدينة في الوقت الحالي، الشيء الذي يجعل من لازيسي «ريفييرا الزيتون».
يؤمها السياح من كل صوب وعلى الأخص من مدن شمال أوروبا، فيستمتعون فيها بطقسها المعتدل، كما تهتم بلدية المدينة بتزيين طرقاتها والكورنيش بالورود والزهور.
أنشيء بالقرب من لازيسي ملهى كبير يؤمه الكبار والصغار يسمى «غاردا لاند»، به ألعاب كثير ومراجيح ومنزلقات أفعوانية.

## معرض صور

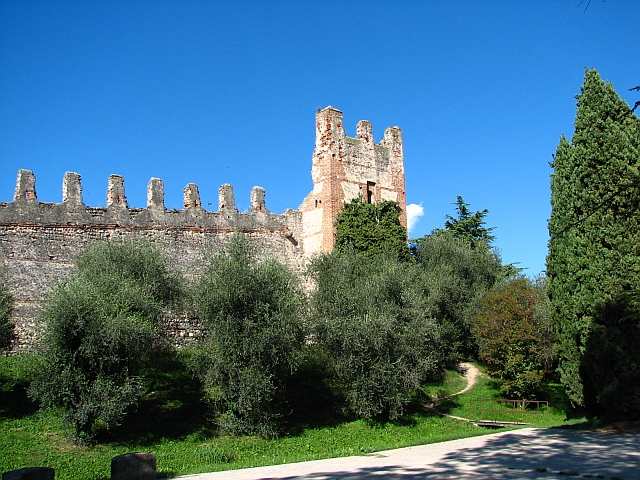
قلعة من العصور الوسطى
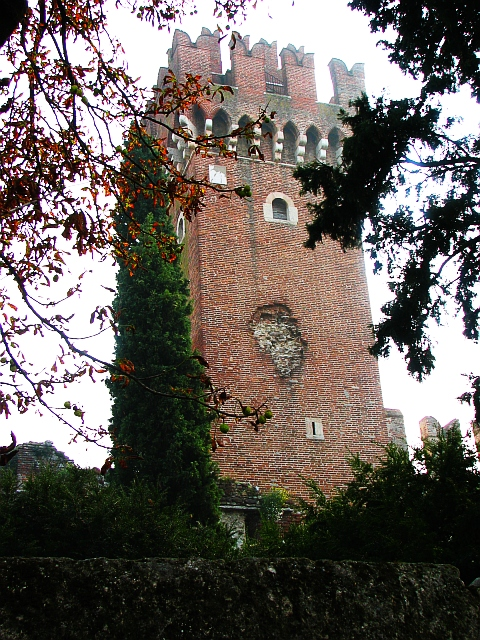
البرج الريئسي
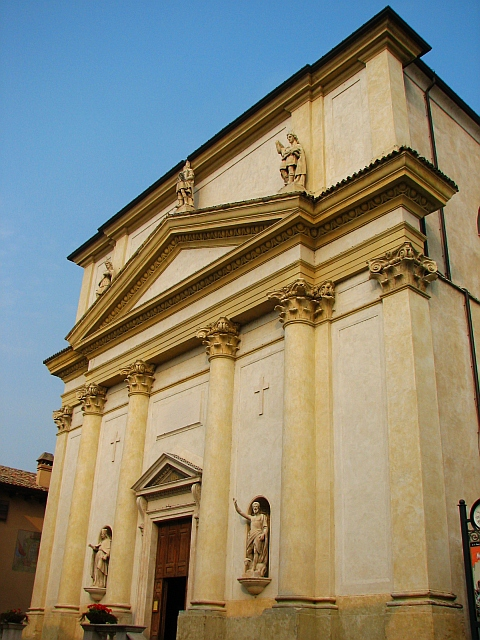
كنيسة سانت زينو و مارتينو
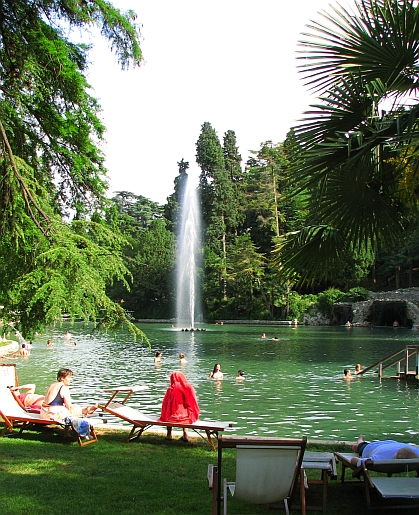
العين الساخنة "ثرمي دي كولا"
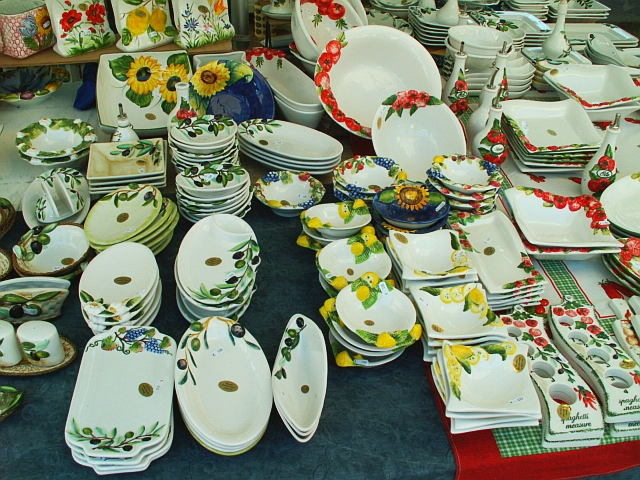
مصنوعات من لازيسي

## صناعة البارود

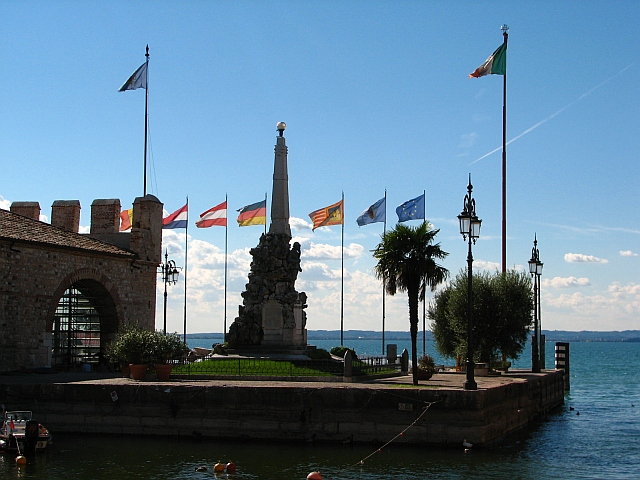
المركز الجمركي القديم للبندقية (إلى اليسار).

يوجد بالقرب من كنيسة سان نيكولو مركز الجمرك الذي بني في القرن الرابع عشر، وكان في الأصل قد أنشأه ديلا سكالا وجمهورية البندقية من بعدهم. وكان المبنى خاصا بتحضير حمض النتريك الضروري لصناعة البارود. ثم أصبح بعد ذلك مركزا للجمرك لجمع الجمارك على البضائع التي كان يقوم تجار البندقية بتصديرها واستيرادها. كما وجد فيها مغزلا للقطن.

## اقرأ أيضا
- غاردا
- بحيرة غاردا
- سيرميوني
- بيسكيرا دل غاردا
- غاردوني ريفييرا
- ليموني سول غاردا
- مالسيسيني
- ريفا دل غاردا